# Hallesche Verkehrs-AG

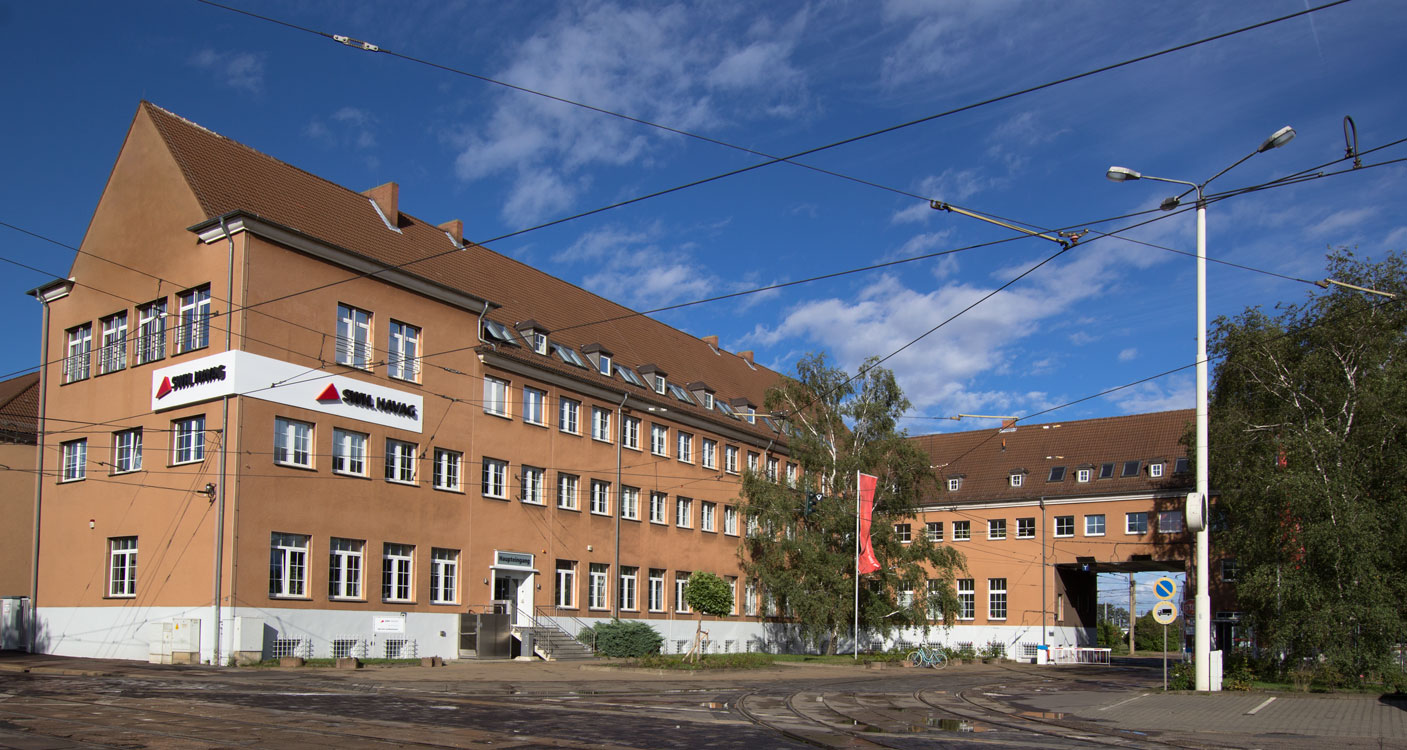
Betriebshof in der Freiimfelder Straße

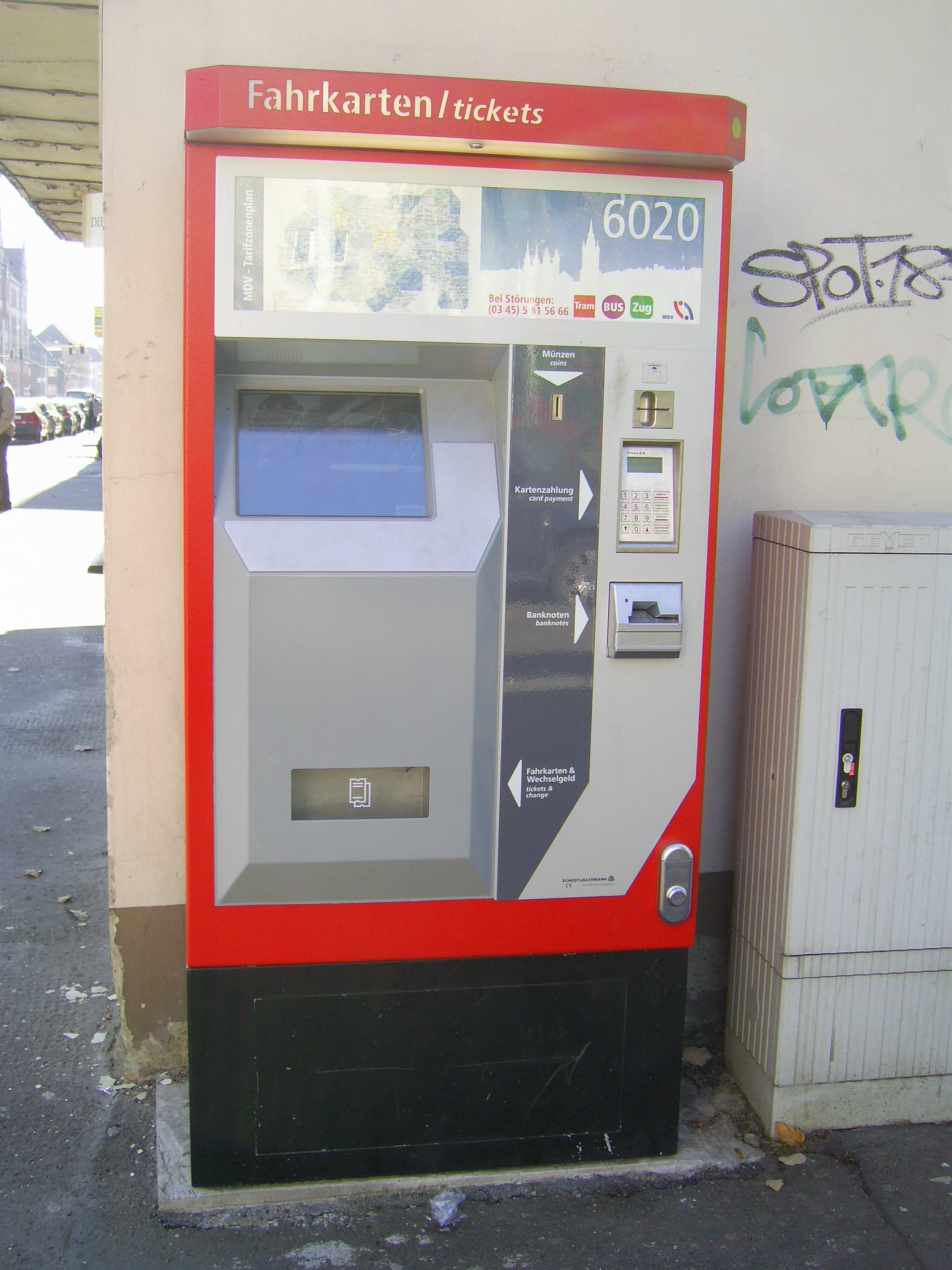
Fahrscheinautomat der HAVAG (2007)

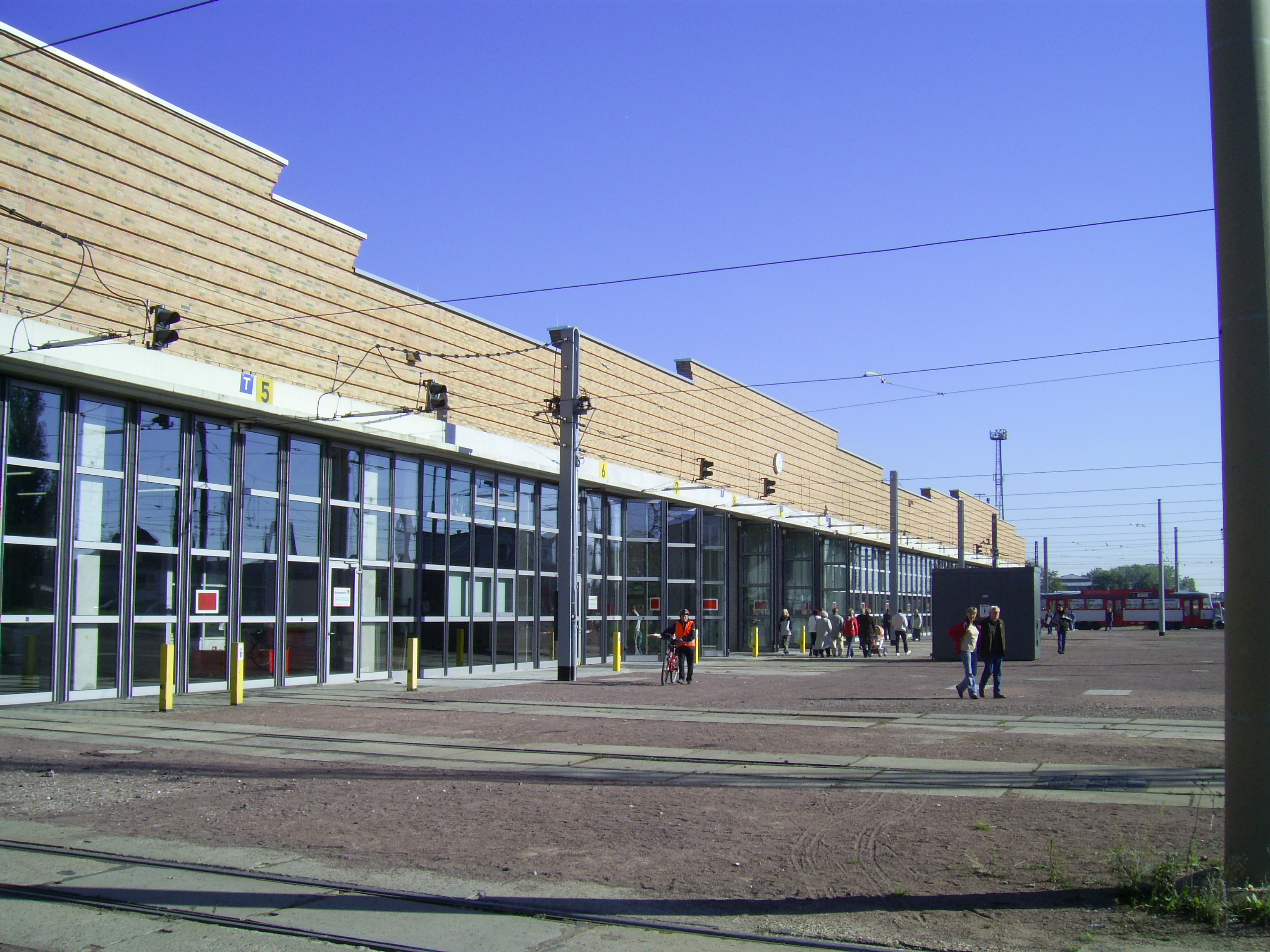
Straßenbahnbetriebshof in der Freiimfelder Straße

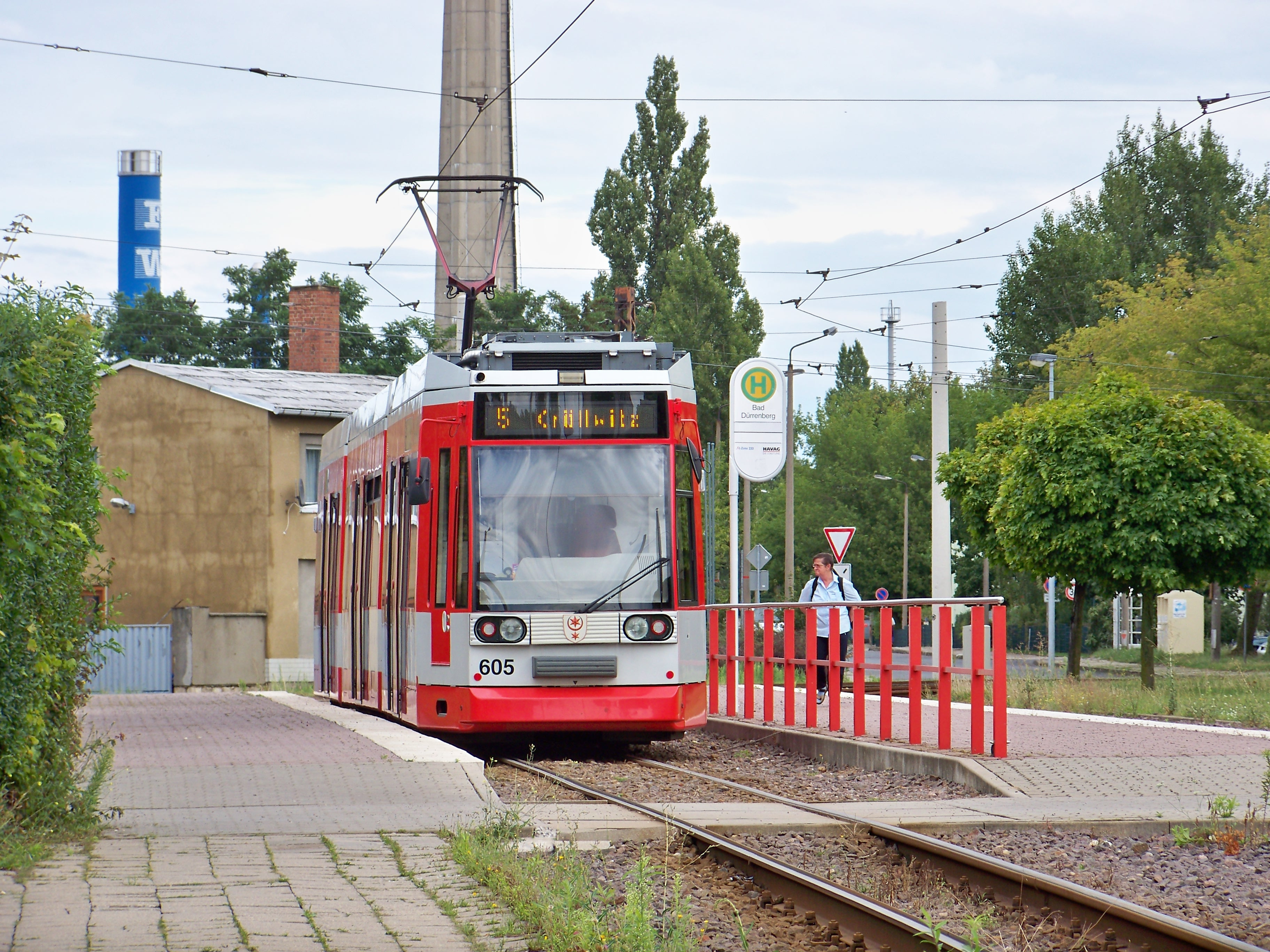
HAVAG-MGT6D der Linie 5 an der damaligen Endhaltestelle in Bad Dürrenberg (2009)

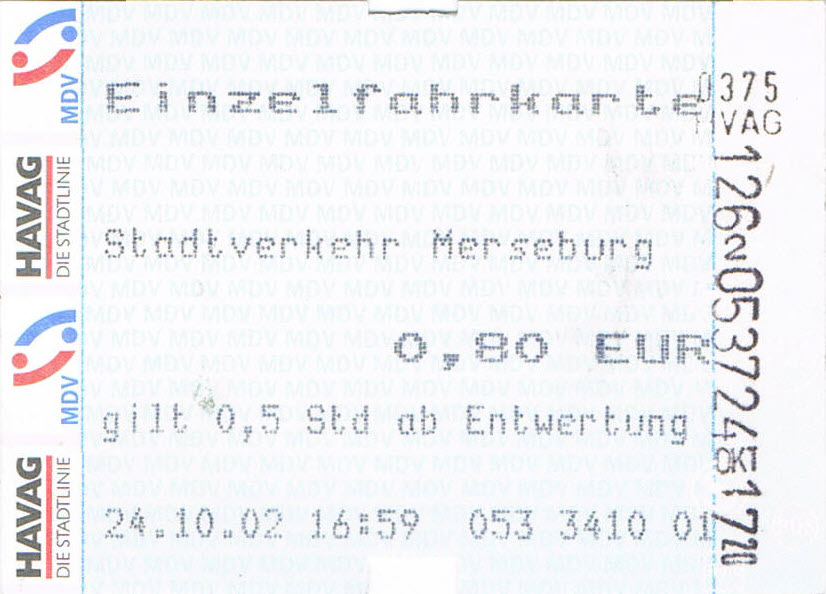
Fahrkarte der HAVAG

Die Hallesche Verkehrs-AG (HAVAG) ist das Nahverkehrsunternehmen der Stadt Halle (Saale) und bedient daneben auch mehrere Gemeinden im Saalekreis wie Schkopau, Merseburg, Leuna und Bad Dürrenberg mit Straßenbahnwagen und Bussen. Die HAVAG ist seit September 2009 ein Tochterunternehmen der Stadtwerke Halle GmbH.
Die HAVAG ist Mitglied des Mitteldeutschen Verkehrsverbundes (MDV).

## Geschichte des ÖPNV in Halle

### Die Anfänge bis zum Zweiten Weltkrieg
1878 wurde als Vorläufer zur Pferdestraßenbahn eine Pferdeomnibuslinie vom Markt über Giebichenstein nach Trotha eröffnet.
Ab dem 15. Oktober 1882 fuhren auf der Strecke Hauptbahnhof – Markt – Geiststraße – Mühlweg – Giebichenstein – Trotha (heutige Seebener Straße) die ersten Pferdebahnen durch die Saalestadt, damals noch unter dem Namen Hallesche Straßenbahn-AG („Rote Bahn“). Die Endstelle Trotha befand sich am heutigen Hintereingang des Halleschen Bergzoos vor der damaligen Saalschlossbrauerei. Im August 1889 nahm mit der Stadtbahn Halle („Grüne Bahn“) eine zweite Gesellschaft den Pferdebahnbetrieb auf. Dabei erhielten die heutige Magdeburger Straße, Große Steinstraße, Franckeplatz, Steinweg und die heutige Merseburger Straße eine Anbindung an die Pferdestraßenbahn.
1890 begann die AEG, die die Stadtbahn Halle erworben hatte (AEG Stadtbahn Halle), mit der Elektrifizierung ihres Streckennetzes. Der elektrische Betrieb begann am 24. April 1891. Es war die erste deutsche Straßenbahn mit Fahrdraht und Rollenstromabnehmer, die von Anfang an für kommerziellen Betrieb gebaut worden war. Durch den hohen Konkurrenzdruck war auch die Hallesche Straßenbahn-AG gezwungen ihre Strecken zu elektrifizieren, musste aber lange Zeit mit dem Physikalischen Institut der Universität kämpfen, das sich in der Nähe einer Trasse befand. Die dortigen Wissenschaftler befürchteten, dass „der von den Schienen entweichende und sich mit dem Erdmagnetismus verbindende Rückstrom die feinen, außerordentlich empfindlichen magnetischen Instrumente des Institutes so beeinträchtigen würde“. Vom 7. Mai 1899 bis zum 23. August 1902 wurde ein gemischter Betrieb mit Akku- und Oberleitungs-Triebwagen durchgeführt. Zahlreiche neue Strecken wurden von beiden Gesellschaften in den Folgejahren gebaut. Unter anderem wurden der Bahnhof Trotha, Böllberg, Kröllwitz und Reideburg an das Straßenbahnnetz angeschlossen.
Am 15. März 1902 nahm die der AEG gehörende elektrische „Fernbahn Halle–Merseburg“ von Ammendorf aus den Straßenbahnverkehr zwischen Halle und Merseburg (und später durch das Geiseltal und nach Bad Dürrenberg) auf. Sie war jedoch keine Konkurrenz zu den halleschen Gesellschaften, da sie nur bis zum Riebeckplatz fuhr und kein innerhallesches Netz aufbaute. Die Bahn gehörte ab 1913 der Merseburger Überlandbahnen-AG (MÜBAG) und wurde 1951 mit der halleschen Straßenbahn vereinigt.
1911 kaufte die Stadt Halle die Hallesche Straßenbahn-AG und betrieb sie als städtisches Unternehmen weiter. Hinzu kam 1917 durch Kauf die AEG Stadtbahn Halle, so dass es danach nur noch die Städtische Straßenbahn Halle gab.
1919 begann der Bau des Betriebshofs Freiimfelder Straße. Auch die Verwaltung und später die Busse wurden hier untergebracht.
Weitere Streckeninbetriebnahmen gab es unter anderem mit der Verlängerung der Trasse in Kröllwitz, in der Beesener Straße und über den heutigen Gimritzer Damm an den Heiderand. Später folgte eine Trasse in der Dessauer Straße zu den Siebel Flugzeugwerken.
1929 wurde die Städtische Straßenbahn Halle mit anderen Unternehmen der Stadt zu den Stadtwerken zusammengeschlossen. Der neue Name lautete Werke der Stadt Halle AG, Abteilung Straßenbahn (WEHAG). Die WEHAG nahm im Mai 1930 erstmals einen Omnibusverkehr in Halle auf.

### Während des Zweiten Weltkrieges
Mit den Vorbereitungen zum Zweiten Weltkrieg wurde der begonnene Bau einer Straßenbahnstrecke von Ammendorf nach Schkeuditz und Leipzig abgebrochen. Im Zweiten Weltkrieg scheiterte auch das Projekt eines Einheitsstraßenbahnwagens, für den die Gottfried-Lindner-AG (Waggonbau Ammendorf) einen Prototyp baute. Die Straßenbahn in Halle erlitt während des Krieges nur geringe Personen- und Sachschäden.

### Zur Zeit der DDR
Kurze Zeit nach Kriegsende wurde der Straßenbahn- und Busverkehr (mit kurzen Unterbrechungen) wieder aufgenommen. Die WEHAG wurde in Kommunales Wirtschaftsunternehmen (KWU) umbenannt und 1951 mit der MÜBAG zum VEB Straßen- und Überlandbahn Halle vereinigt. Zahlreiche Trassen wurden in den Folgejahren zurück- bzw. ganz abgebaut.
An zahlreichen Endhaltestellen entstanden Wendeschleifen. Mit dem VEB Kraftverkehr Halle nahm Mitte der 1950er Jahre ein weiteres Unternehmen den Omnibusbetrieb auf.
1958 begann infolge des Braunkohleabbaus im Mitteldeutschen Revier die Stilllegung der Straßenbahnstrecke von Merseburg durch das Geiseltal nach Mücheln. Seit Mai 1968 endet die Verbindung in Merseburg-Süd. Die Strecke zwischen Merseburg und Bad Dürrenberg wird jedoch weiterhin befahren.
Seit 1964 fahren in Halle keine Schaffner mehr in Straßenbahnwagen mit, es wurden Zahlboxen eingeführt. Zur Ausnahme wurden hier vorerst die von Halle nach Schkopau und Merseburg fahrenden Linien. Zur gleichen Zeit begann der Bau von Halle-Neustadt, wobei die geplante Anbindung an das Straßenbahnnetz zugunsten eines dichten Busliniennetzes verworfen wurde. Dieses wurde hauptsächlich durch den VEB Kraftverkehr Halle betrieben. Mit dem Umbau des Thälmannplatzes ab 1965 verlor dieser in den Folgejahren seine Rolle als zentraler Umsteigepunkt.
Im August 1969 trafen der erste Tatra T4D und B4D aus Prag in Halle ein. Im selben Jahr begann der S-Bahn-Betrieb in Halle vom Hauptbahnhof nach Trotha. Der durchgehende Verkehr von Trotha über Hauptbahnhof nach Halle-Neustadt und Dölau folgte kurze Zeit darauf. Die Strecke zwischen Nietleben und Dölau wurde 2002 eingestellt. Im Dezember 2004 nahm die S-Bahn Leipzig-Halle den Verkehr auf (heute S-Bahn Mitteldeutschland).
Um das Umsteigen in Merseburg zu beenden, wurden die Überlandlinien 1971 eingestellt. Seit Dezember 1971 fährt die Linie 5 durchgehend von Halle über Schkopau, Merseburg und Leuna nach Bad Dürrenberg. Sie ist als „Überlandstraßenbahn“ mit etwa 31 km Streckenlänge eine der längsten Straßenbahnlinien der Welt und gehört zu den besonderen Attraktionen im ÖPNV.
Die ersten großen Streckenerweiterungen seit Ende der 1930er Jahre begannen 1976, zeitgleich mit dem Aufbau der Südstadt I und II und der Silberhöhe. Dabei wurden Gleise in der heutigen Vogelweide, Paul-Suhr-Straße, Böllberger Weg verlegt sowie 1982 eine Trasse quer durch die Silberhöhe gebaut.
Von 1982 bis 1989 gab es zwischen Halle und Merseburg einen Güterverkehr, der mit Straßenbahnwagen erfolgte.

### Nach 1989/90

#### Firmenstruktur
1990 ging aus dem VEB Kraftverkehr Halle die OBS Omnibusbetrieb Saalkreis GmbH (OBS) hervor. Als Rechtsnachfolger der VE Verkehrsbetriebe Halle wurde im Frühsommer 1990 die Hallesche Verkehrs-AG (HAVAG) gegründet. Sie übernahm den Halle-Neustädter Busverkehr.
Seit 2001 ist die HAVAG Gesellschafter des Mitteldeutschen Verkehrsverbunds (MDV).
Im Jahr 2009 wurde die HAVAG in die kommunale Holding Stadtwerke Halle integriert.

#### Netz und Infrastruktur
Seit Mitte der 1990er Jahre wurden zahlreiche Streckenabschnitte – wie etwa der Bereich Trotha – Reileck – Ludwig-Wucherer-Straße oder Kröllwitz – Burg Giebichenstein modernisiert und umgestaltet.
1997 wurde der Betriebshof Rosengarten eröffnet. Die Schließung der Betriebshöfe Ammendorf und Merseburg erfolgte bis 2003.
Am 17. April 1998 begann der Bau der Straßenbahn Halle-Neustadt – Hauptbahnhof. Zu diesem Projekt gehört auch die Umgestaltung der Straße An der Magistrale in Halle-Neustadt, des Verkehrsbereichs Franckeplatz/Glauchaer Platz und des Riebeckplatzes bis 2006. 2007 begann der Lückenschluss zwischen den Endhaltestellen Heide und Kröllwitz über den Brandbergweg, am 14. Oktober des gleichen Jahres wurde die Strecke eröffnet.
Im Oktober 2005 wurde der neue Streckenabschnitt für die Straßenbahn zwischen den Haltestellen Riebeckplatz und Hauptbahnhof aufgenommen. Kurze Zeit später, am 18. Dezember 2005, trat ein neuer Fahrplan in Kraft, der für die Straßenbahn einen einheitlichen 15-Minuten-Takt vorsieht. Außerdem wurde die Straßenbahnlinie 3 nach 84 Jahren eingestellt, der Betrieb auf dieser Linie wurde jedoch zum 31. Oktober 2006 wieder aufgenommen.
Im Jahr 2008 begann die Sanierung der Delitzscher Straße mit Verlängerung des Liniennetzes von Büschdorf.

#### Fahrzeugpark
Im März 1990 trafen die ersten westlichen Omnibusse in Halle ein. Die ersten Erdgasbusse wurden 1995 eingesetzt. Die HAVAG setzt Gelenk-, Solo- und Kleinbusse ein.
1990 wurden ältere Gelenkwagen von der Straßenbahn Stuttgart des Typs GT4 übernommen. Sie wurden bis 2003 eingesetzt, danach wurden diese Wagen in die rumänische Iași verkauft. 41 komplette Tatra-Garnituren (sog. „Großzüge“) bestehend aus je zwei Trieb- und einen Beiwagen wurden ab 1991 in Mittenwalde modernisiert, sie hießen fortan T4DC bzw. B4DC.
1992, gleichzeitig mit der kompletten Umgestaltung des Liniennetzes erhielt die HAVAG einen neuen und modernen Gelenkwagentyp, den MGT6D. Nach zwei Prototypen, die später nach Brandenburg an der Havel übergeben wurden, kamen 60 Serienwagen zwischen 1996 und 2001 zu. Ein weiterer Wagentyp – MGT-K – fährt seit 2004 in der Stadt, nach 30 Wagen hat man eine zweite Serie von 12 Fahrzeuge nachbestellt, die 2013 in Betrieb genommen wurde.
Von den überflüssig gewordenen Tatrawagen wurden zuerst die nicht modernisierten Fahrzeuge zwischen 1997 und 2005 nach Arad, Iași, Sofia, Kaliningrad und Pjatigorsk verkauft. In der ersten und letzten Stadt sind sie noch im Betrieb. 2011 gingen auch ein Teil der modernisierten Wagen in die bulgarische Hauptstadt – wobei ein „Großzug“ für je 18.0000 Euro verkauft wurde – wurden jedoch bis zu Anfang der 2020er Jahre komplett abgestellt.
In Halle standen die modernisierten Tatras bis 2021 in Betrieb, danach wurde die Garnitur 1156 + 1201 + 222 als Museumsfahrzeuge erhalten.
Die historischen Straßenbahnwagen sind im 1996 eröffneten Straßenbahnmuseum Halle im musealen Depot Seebener Straße zu besichtigen.

## Unternehmen
Am 16. Juni 1990 wurde die HAVAG als Rechtsnachfolger der VE Verkehrsbetriebe Halle gegründet.
Sie unterhält derzeit 12 Straßenbahn- und 24 Buslinien. Davon werden drei Buslinien nur im Schülerverkehr eingesetzt. Die Straßenbahnlinien 1, 2, 5, 7, 8, 10 und 95 verkehren wochentags im Spätverkehr und am Wochenende auch im Nachtverkehr. Die Buslinien 21, 22, 27, 34 und 40 verkehren im Spätverkehr und am Wochenende auch im Nachtverkehr. In der Woche decken die Buslinien 91 und 97 das Streckennetz im Nachtverkehr ab. Auf den Buslinien 23, 24, 25, 26, 28 kommen in der Nacht und teilweise am Wochenende Rufbusse zum Einsatz.
Die Straßenbahngleise haben eine Spurweite von 1000 mm (Meterspur).

### Versorgungsgebiet
- Stadt Halle (Saale)
- Landkreis Saalekreis
  - Franzigmark (nur Bus)
  - Schkopau (nur Straßenbahn)
  - Merseburg (nur Straßenbahn)
  - Leuna (nur Straßenbahn)
  - Bad Dürrenberg (nur Straßenbahn)
  - Zscherben (nur Bus)

Von 2007 bis 2010 wurden mehrere Buslinien in den benachbarten Saalekreis aufgegeben, da Liniengenehmigungen abgelaufen waren bzw. die Stadt Halle ein entsprechendes Angebot nicht weiter finanzieren wollte.
Seit dem 1. Juli 2022 verkehren zwei als Star Park Express bezeichnete Expressbuslinien, die die Stadtteile Südstadt, Silberhöhe und Neustadt mit dem Industriegebiet Star Park verbinden, das teilweise auf dem Gebiet der Stadt Landsberg liegt.

### Projekte
- Straßenbahntrasse Neustadt – Hauptbahnhof

Von 1998 bis 2006 wurde in zwei Hauptabschnitten eine etwa 8 km lange Trasse gebaut und die Straßenzüge, die hiervon berührt werden, modernisiert und umgestaltet. Der erste Hauptabschnitt beinhaltete den Streckenbau vom Rennbahnkreuz über die Straße An der Magistrale bis zur Eselsmühle, von wo aus die Trasse zu einer Wendeschleife am Westende von Halle-Neustadt und zu einer Kopfendhaltestelle führt.
Im zweiten Hauptabschnitt erfolgte der Streckenbau von der Mansfelder Straße zum Glauchaer Platz, Franckeplatz und Riebeckplatz. Schwerpunkt hierbei war neben dem Ausbau des Bereichs Franckeplatz/Glauchaer Platz die Umgestaltung des Riebeckplatzes, bei der auch am Hauptbahnhof neue Haltestellen errichtet wurden. Insgesamt wurden 15 Haltestellenbereiche neu- bzw. ausgebaut und teilweise als Umsteigepunkte Straßenbahn/Bus gestaltet.
- Straßenbahntrasse Heide – Kröllwitz

In den Jahren 2006 und 2007 wurde die etwa einen Kilometer lange, eingleisige Trasse im „Brandbergweg“ gebaut, die die Wendeschleifen „Heide“ und „Kröllwitz“ miteinander verbindet. Auf der Neubaustrecke ist eine Haltestelle zu bedienen. Die Eröffnung fand am 14. Oktober 2007 statt.
Die Wendeschleife Kröllwitz wurde in Vorbereitung auf den Lückenschluss umgestaltet und erhielt neben gemeinsamen Anlagen von Straßenbahn, Bus und Taxi einen Park+Ride- und Bike+Ride-Platz. Auch wurde die Endstelle Heide im Zusammenhang mit dem Neubauvorhaben im Jahr 2007 umgestaltet. So erhielt sie gemeinsame Haltestellenanlagen von Straßenbahn und Omnibus.
- Straßenbahntrasse Hauptbahnhof – Büschdorf

Mitte 2008 begann der Bau des dritten Hauptabschnitts. Dieser beinhaltet die Sanierung von Straße und Bahnanlagen entlang der Delitzscher Straße zwischen der Einmündung Am Güterbahnhof und der Endstelle Büschdorf. Des Weiteren wird ab der jetzigen Endstelle Büschdorf ein Trassenneubau für die Straßenbahn sowie die weitere Sanierung der Straße in Richtung Osten erfolgen. Die Wiederaufnahme des Linienbetriebes fand am 15. Juli 2012 statt.
- Stadtbahnprogramm

Im Rahmen des Stadtbahnprogramms wurden bisher folgende Streckenabschnitte der Straßenbahn modernisiert:
Torstraße (2013); Große Ulrichstraße (2013/2014); Rannischer Platz (2014/2015); Am Steintor (2015–2017); Böllberger Weg (2015–2024);  Südstadtring (2017/2018); Gimritzer Damm (2017–2019); Große Steinstraße (2018/2019); Merseburger Straße, BA Nord (2017–2020); Merseburger Straße, BA Mitte (2022–2024); Dessauer Straße (ab 2016); Mansfelder Straße (ab 2023)

### Verkehrsforschungsprojekte
Die HAVAG beteiligte sich an den Forschungsprojekten „MOSAIQUE“, „Galileo im Verkehrsmanagement“ und am „Galileo Testfeld Sachsen-Anhalt, Schwerpunkt Navigation und Verkehr“.
Im Rahmen von MOSAIQUE, das Teilprojekt der HAVAG heißt PaRIS, wurde Ende 2006 an der Kröllwitzer Straße, vor Einfahrt auf den Park-and-Ride-Platz die erste Verkehrsinformationstafel in der Stadt Halle installiert. Diese zeigt neben der Anzahl der freien Parkplätze auch den Verkehrszustand der Dölauer Str. in stadteinwärtiger Richtung an. Bei Stau wird auf der Tafel das Verkehrszeichen 124 dargestellt. Ansonsten ist im Grundzustand das Verkehrszeichen 316 sichtbar. Im System werden weiterhin Daten zu statistischen Zwecken erfasst, wie zum Beispiel Anzahl und Geschwindigkeit von KFZ und die Nutzungskenngrößen des Park-and-Ride Platzes. Zu diesem Zweck wurden in der Dölauer Straße, Höhe Schwuchtstraße, im Brandbergweg und an der Parkplatz Ein- und Ausfahrt Sensoren bzw. Induktionsschleifen installiert, die die entsprechenden Werte an das PaRIS (Park and Ride, Information and Securitysystem) liefert.
Weiterhin werden der P+R-Platz und die Haltestellenanlagen mit Videokameras überwacht. Neben einer Aufzeichnung der Videosignale werden die Bilder live in die Verkehrsleitstelle übertragen. Seit Dezember 2007 werden die Abfahrtsinformationen der Straßenbahn sowohl an einer zentralen optischen Fahrgastinformation an den Bahnsteigen als auch auf der Verkehrsinformationstafel in der Dölauer Straße dargestellt. Im Oktober 2009 wurde die P+R-Anlage als erste in Sachsen-Anhalt vom ADAC mit dem Titel »Der benutzerfreundliche P+R-Platz« ausgezeichnet und empfohlen.
Seit dem 26. Mai 2011 ist auf dem P+R-Platz in Kröllwitz eine Elektroladesäule in Betrieb. Das gemeinschaftliche Projekt der EVH und der HAVAG hat das Ziel, eine „grüne“ Reisekette zu fördern. Im Einzelnen bedeutet dies, dass man mit dem Elektroauto aus dem Umland kommt, es auf dem P+R-Platz auflädt und zwischenzeitlich mit dem ÖPNV sein Ziel erreicht.
Beim Forschungsprojekt „Einsatz von Galileo im Verkehrsmanagement“ wurden Messfahrten mit der Straßenbahn durchgeführt, um die Genauigkeit und Zuverlässigkeit von GPS-Koordinaten zu ermitteln. Mit diesen Ergebnissen lassen sich Aussagen über das GALILEO-Satellitensystem treffen. Neben der Verbesserung der Fahrzeugortung im ÖPNV wird untersucht, welche neuen Dienste, insbesondere bei der Fahrgastinformation, sich mittels Galileo umsetzen lassen.
Mit der Gründung des „Galileo-Testfelds Sachsen-Anhalt“ in Magdeburg wurde die HAVAG als Außenstelle in Halle mit den entsprechenden Aufgaben (Anwendungsschwerpunkt Navigation und Verkehr) im ÖPNV Bereich betraut. So wurde in der Straßenbahn 609 hochwertige Ortungstechnik installiert, um Erkenntnisse über die Genauigkeit von GPS und zukünftig über Galileo zu gewinnen. Der Bus 384 wurde mittlerweile ebenfalls mit Messequipment ausgerüstet. Somit lassen sich vom Schienennetz unabhängig, Messfahrten durchführen. Der Bus kann dann auch von der Logistikbranche für Messfahrten genutzt werden. Die erste Präsentation der Ergebnisse fand im Rahmen des 5. Verkehrspolitischen Forums der HAVAG im Mai 2011 statt.
Gemeinsam mit der Energieversorgung Halle (EVH) bewarb sich die HAVAG bei der Ausschreibung des Bundes zum Thema „Schaufenster Elektromobilität“. Durch dieses Projekt soll für die Bundesbürger die Elektromobilität „erfahrbar“ werden. So könnten mit Unterstützung des Bundes und des Landes Sachsen-Anhalt verschiedene Infrastrukturmaßnahmen in Halle (Saale) umgesetzt werden. Von den 23 eingereichten Projekten erzielte das Gemeinschaftsprojekt Platz fünf. Der Bund fördert jedoch nur die ersten vier Projektideen, er forderte das Konsortium aber auf, sich erneut zu bewerben. Anfang 2014 erhielten die Stadtwerke Halle den Zuschlag für das Partnerprojekt „Grüne Mobilitätskette“. Gemeinsam mit sieben weiteren Partnern aus Sachsen-Anhalt und Thüringen wurden verschiedene Arbeitspakete zum Thema Elektromobilität bearbeitet. Inzwischen errichteten die Stadtwerke 29 öffentliche und nichtöffentliche (für Dienstwagenflotten) Elektroladesäulen. Des Weiteren betreiben die Stadtwerke eine Flotte von zurzeit 18 eCars.
Seit 2014 beteiligt sich die HAVAG an einem Projekt zur urbanen Klimaentwicklung. Drei Straßenbahnen fungieren als „mobile Messstation“. Damit werden über mindestens zwei Jahre Klimadaten innerhalb der Stadt Halle gesammelt und zur Prognostizierung des zukünftigen Klimas verwendet. Neben der HAVAG waren der Deutsche Wetterdienst, die Stadt Halle und das Landesamt für Umweltschutz an dem Projekt beteiligt.
In den Jahren 2014/15 hat die HAVAG im Auftrag des Landes Sachsen-Anhalt ein Entwicklungsprojekt zu Barrierefreiheit realisiert: BIOS. Inhaltlich wurden technische Varianten untersucht, um das Zwei-Sinne-Prinzip umzusetzen. Im Einzelnen wurde geprüft, mit welchem Aufwand es sich realisieren lässt, dass ein Bus oder ein Straßenbahnwagen bei Einfahrt in die Haltestelle, Linie und Ziel über Außenlautsprecher ansagen, sowie in den Nachtstunden das Orientierungssignal an Lichtsignalanlagen wieder aktiviert wird. Beide Aktionen sollen nur erfolgen, wenn Sehschwache sich in den betreffenden Bereichen aufhalten. Als Auslösekriterium wurden Prototypen von Tags verwendet, die auf der Blue-Tooth-Technologie basieren.
In den Jahren 2019–2021 wurde die Technologie überarbeitet, so dass mittlerweile ein Sender oder eine App als Auslösekriterium genutzt werden können. BIOS entspricht der DIN 13278 und ist somit universell einsetzbar. Die HAVAG wird den notwendigen Komponenteneinbau in ihre Busse und Straßenbahnen im Jahr 2023 abschließen.
Ab dem Jahr 2023 wird BIOS auch in neu errichtete Lichtsignalanlagen der Stadt Halle eingebaut, umso Blinden und Sehschwachen die Orientierung auch im öffentlichen Raum zu erleichtern.
Das Land Sachsen-Anhalt hat eine Studie zur Wirtschaftlichkeit von „alternativen Kraftstoffen“ bei Omnibussen in Auftrag gegeben. Die HAVAG beteiligt sich an der Untersuchung, um so Erkenntnisse für den eventuellen Einsatz von eBussen zu gewinnen. Mittlerweile sind bei der HAVAG drei Elektrobusse, vorzugsweise auf der Linie 21, im Einsatz.
Alle Forschungsprojekte wurden mit der Unterstützung des Ministeriums für Landesentwicklung und Verkehr des Landes Sachsen-Anhalt realisiert.

## Liniennetz

### Omnibus
| Linie              | Verlauf | Haltestellen | Fahrzeit                                                | Takt Mo–Fr                | Takt Mo–Fr (HVZ)       | Takt Sa, Sonn- und Feiertage                                              | Takt LUNA-Nachtlinien                                              |
| ------------------ | --- | ------------ | ------------------------------------------------------- | ------------------------- | ---------------------- | ------------------------------------------------------------------------- | ------------------------------------------------------------------ |
| 21                 | Kröllwitz – Lettin (– Heide-Nord) – Blumenau – Dölau – Alfred-Oelßner-Str. – Krankenhaus Martha-Maria – Alfred-Oelßner-Str. – Heidebahnhof – S-Bf. Nietleben – Schwimmhalle – Am Bruchsee An Wochenenden und Feiertagen sowie im Abendverkehr über Heide-Nord. Die täglichen 3 Fahrten im Abendverkehr fahren nur zwischen Krankenhaus Martha-Maria und Am Bruchsee. | 27/29        | 34/36 min                                               | 30 min                    | 15 min                 | 40 min                                                                    | 60 min + 3 Fahrten                                                 |
| 22                 | Kröllwitz – Heideringpassage – Blumenau – Heide-Nord | 8/9          | 9/10 min                                                | 15 min                    | 15 min                 | 40 min                                                                    | 20/40 min                                                          |
| 23                 | Südstadt – Coimbraer Straße – Waldhornweg –Lübecker Platz – Wörmlitz – Wiener Straße – Ufaer Straße – Diesterwegstraße | 17/14        | 20/17 min                                               | 30 min                    | 30 min                 | 40 min RUFBUS                                                             | 60 min RUFBUS                                                      |
| 24                 | Südstadt, Veszpremer Straße – S-Bf. Silberhöhe – Guldenstraße – Beesen – Karl-Pilger-Str. – Kurt-Wüsteneck-Str. – Ammendorf – Radewell – Osendorf Ab 22 Uhr als RUFBUS zwischen Ammendorf und Osendorf. Einzelfahrt nur zwischen Südstadt, Veszpremer Str. und Karl-Pilger-Str. und nur an Schultagen. | 7/19         | 7/24 min                                                | 30 min                    | 30 min + Einzelfahrt   | 60 min                                                                    | 60 min RUFBUS                                                      |
| 25                 | Seeben – Trotha – S-Bf. Trotha – S-Bf. Wohnstadt Nord – Gottfried-Keller-Str. – Frohe Zukunft – Mötzlich – Tornau | 22           | 26 min                                                  | 30 min                    | 30 min                 | 60 min                                                                    | 60 min RUFBUS                                                      |
| 26                 | Diesterwegstraße ← Paul-Suhr-Str. ← Robert-Koch-Str. → Südfriedhof → Huttenstraße → Vogelweide ← Damaschkestraße – Einkaufspark HEP – Halle Messe – S-Bf. Halle Messe | 17           | 20/26 min                                               | 15 min                    | 15 min                 | 20 min (Sa nur zwischen Diesterwegstraße – Damaschkestraße; sonst 40 min) | 30 min bis 21:30 Uhr (zwischen Diesterwegstraße – Damaschkestraße) |
| 27                 | (Am Steintor – S-Bf. Steintorbrücke –) Berliner Brücke (– Betriebshof Freiimfelder Str. – Reideburger Str.) /– Apoldaer Str. – Dautzsch – Reideburg – Büschdorf Der 15-Minuten-Takt in der HVZ nur zwischen Büschdorf und Reideburg, sonst im 30-Minuten-Takt in der NVZ. Im Abendverkehr fährt von Am Steintor kommend über Betriebshof Freiimfelder Str. nach Büschdorf und nur im 40-Minuten-Takt. Der 20-Minuten-Takt gilt nur zwischen Büschdorf und Reideburg.                                           | 6/16/22      | 5/21/28 min                                             | 30 min                    | 15 min                 | 20 min (Sa) 40 min (So/Ft)                                                | 20 min                                                             |
| 28                 | Betriebshof Rosengarten – Eisenbahnstraße – Ammendorf einzelne Fahrten über Haltestelle Goldschmidt, einzelne Fahrten bis F.-Geyer-Platz | 12           | 12 min                                                  | 30 min                    | 30 min                 | 40 min RUFBUS                                                             | 60 min RUFBUS                                                      |
| 30                 | Rannischer Platz – Lutherplatz – Südfriedhof – Heinrich-Schütz-Str. – Thüringer Str. – Hauptbahnhof | 15/14        | 12/8 min                                                | 30 min                    | 30 min                 | 40 min (Sa)                                                               | –                                                                  |
| 31                 | Büschdorf – Franz-Maye-Straße | 2            | 4 min                                                   | 4 Fahrten + 60 min RUFBUS | 3 Fahrten RUFBUS       | Einzelfahrten RUFBUS (Sa)                                                 | –                                                                  |
| 32                 | (Ringlinie) Betriebshof Freiimfelder Straße → Reideburger Landstr. → Otto-Stomps-Str. → Betriebshof Freiimfelder Str. | 11           | 11 min                                                  | 30 min                    | 15 min                 | –                                                                         | –                                                                  |
| 34                 | Heide-Universitätsklinikum – Yorckstraße – Gimritzer Damm – Lilienstraße – Am Bruchsee – Zentrum Neustadt – S-Bf. Neustadt (→ Kastanienallee) – S-Bf. Zscherbener Straße – Südpark Einzelfahrt nur an Schultagen zwischen Heide-Universitätsklinikum – Kastanienallee | 23           | 27/28 min                                               | 30 min                    | 30 min + Einzelfahrt   | 40 min                                                                    | –                                                                  |
| 35                 | Trotha – Magdeburger Chaussee – Binnenhafenstraße – Brachwitzer Straße – Franzigmark einzelne Fahrten nur bis Brachwitzer Straße. Einzelfahrten im Tages- und Abendverkehr nur als RUFBUS. | 8/10         | 9/10 min                                                | ca. 60 min                | unterschiedliche Takte | einzelne Fahrten zu ausgewiesenen Tagen                                   | Einzelfahrt (außer Sa) RUFBUS                                      |
| 36                 | Heide-Universitätsklinikum – Yorckstraße – Gimritzer Damm – Lilienstraße – Am Bruchsee – An der Feuerwache – S-Bf. Zscherbener Straße – Fontanestraße – Göttinger Bogen – Weststraße – Am Bruchfeld – Zscherben, Schmiede einzelne Fahrten nur bis Weststraße, abends nur bis Fontanestraße | 32           | 43/41 min                                               | 30 min                    | 30 min                 | 40 min                                                                    | 20 min                                                             |
| 40                 | Südpark – S-Bf. Zscherbener Straße – Kastanienallee – Haflingerstraße – Rennbahnkreuz | 9            | 10/12 min                                               | 15 min                    | 15 min                 | 20 min                                                                    | 20 min                                                             |
| 42                 | Friedhof Neustadt – Schwimmhalle – Am Bruchsee – Gartenstadt Nietleben (← Nelkenweg ← Gartenstadt Nietleben) | 10/15        | 15/20 min                                               | 60 min                    | 60 min                 | 60 min (So RUFBUS)                                                        | –                                                                  |
| 43                 | (Nachts: Vogelweide –) Damaschkestraße – Energiepark Dieselstr. – Einkaufspark HEP – Bruckdorf – S-Bf. Halle Messe – Kanena – Auenblick – Büschdorf Zwischen Kanena und Büschdorf an Sonn- und Feiertagen nur im 40-/120-Minuten-Takt. Abends ab 22 Uhr zwischen Damaschkestraße und Kanena als RUFBUS im 60-Minuten-Takt. | 13           | 20 min                                                  | 30 min                    | 30 min                 | 40 min                                                                    | 60 min RUFBUS                                                      |
| 44                 | Hauptbahnhof – Thüringer Straße – Einkaufspark HEP – Halle Messe – S-Bf. Halle Messe nur Mo–Fr ca. 07:00 bis 17:30 Uhr sowie Einzelfahrt ca. 20 Uhr. | 11/10        | 12/13 min                                               | ca. 60 min                | ca. 30 min             | –                                                                         | –                                                                  |
| 52                 | (Schülerverkehr) Heide-Universitätsklinikum – Schule Kröllwitz → Burg Giebichenstein – Adolfstraße | 7            | 17 min                                                  | Einzelfahrt               | –                      | –                                                                         | –                                                                  |
| 53                 | (Schülerverkehr) Hauptbahnhof – Betriebshof Freiimfelder Str. – Berliner Brücke – Apoldaer Straße | 6            | 7 min                                                   | Einzelfahrt               | –                      | –                                                                         | –                                                                  |
| 91                 | (Nachtverkehr) (Am Steintor – S-Bf. Steintorbrücke – Berliner Brücke –) Betriebshof Freiimfelder Straße – Hauptbahnhof – Franckeplatz – Hallmarkt – Marktplatz – Franckeplatz – Rennbahnkreuz – S-Bf. Neustadt – Schwimmhalle ← Soltauer Str. ← Göttinger Bogen | 21/24        | 37 min                                                  | –                         | –                      | –                                                                         | 60 min (Mo–Fr von 1–4 Uhr)                                         |
| 97                 | (Nachtverkehr) Heide-Nord – Blumenau – Kröllwitz (– Burg Giebichenstein – Seebener Str. – Trotha – Seebener Str. – Zoo – Reileck ← Am Steintor → Moritzburgring →) oder – Heide-Universitätsklinikum → Yorckstraße → Weinberg Campus ← Gimritzer Damm – Rennbahnkreuz – Saline – Hallmarkt – Marktplatz – Franckeplatz – Rannischer Platz – Vogelweide – Diesterwegstraße – Wörmlitz – Südstadt, Veszpremer Str. – S-Bf. Silberhöhe – Guldenstraße – Betriebshof Rosengarten – Kurt-Wüsteneck-Str. – Ammendorf | 57/51        | 71/64 min (Rtg. Ammendorf); 78/61 min (Rtg. Heide-Nord) | –                         | –                      | –                                                                         | 60 min (Mo–Fr von 1–4 Uhr)                                         |
| 351                | (Shuttle-Bus StarPark) Hauptbahnhof – Büschdorf – Reideburg/Siedlung – Star Park | 12/14        | 26/33 min                                               | Einzelfahrten             | Einzelfahrten          | –                                                                         | –                                                                  |
| X1                 | (Star Park Express) Paul-Suhr-Straße – S-Bahnhof Silberhöhe – Guldenstraße – Star Park | 16           | 36 min                                                  | vier Fahrten              | vier Fahrten           | –                                                                         | –                                                                  |
| X2                 | (Star Park Express) An der Eselsmühle – S-Bahnhof Neustadt – An der Feuerwache – Star Park | 17           | 41 min                                                  | vier Fahrten              | vier Fahrten           | –                                                                         | –                                                                  |
| Stand 15. Mai 2024 | |              |                                                         |                           |                        |                                                                           |                                                                    |

## Galerie

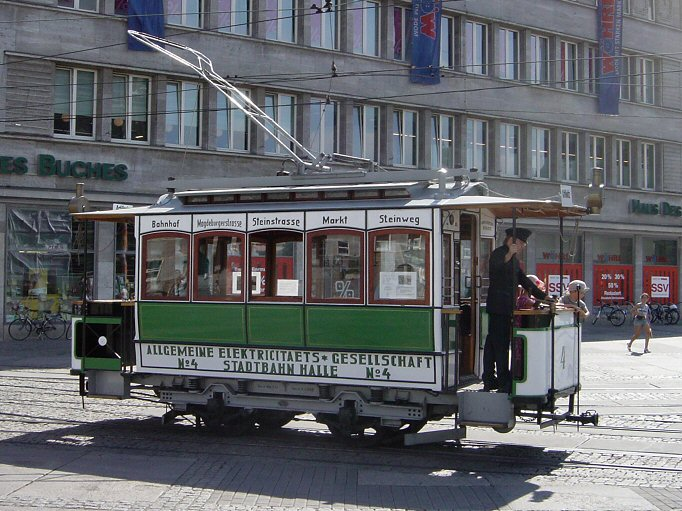
Historischer Triebwagen 4 aus der Anfangszeit der Straßenbahn (2004)
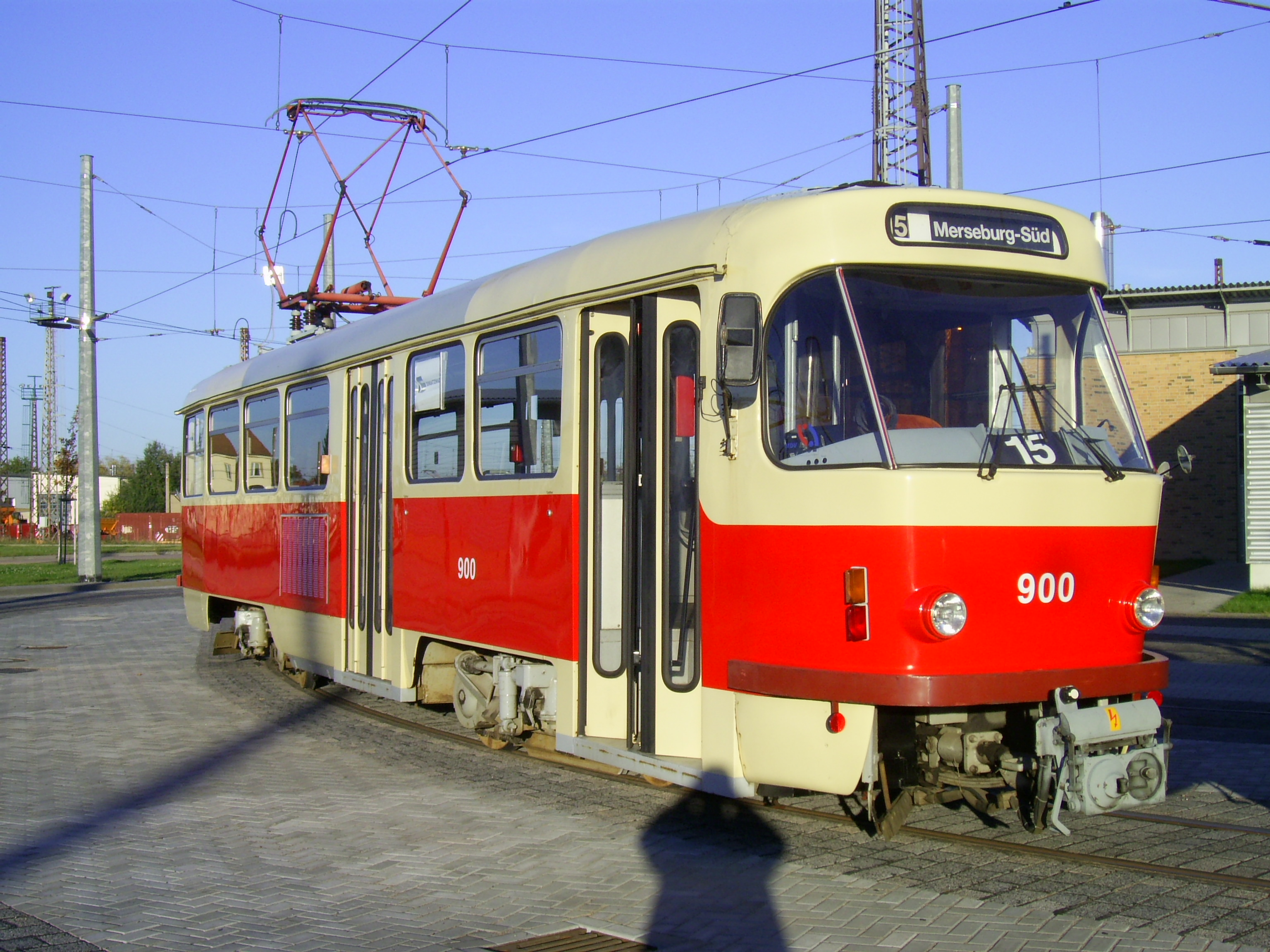
Historischer Tatrazug T4D (2007)
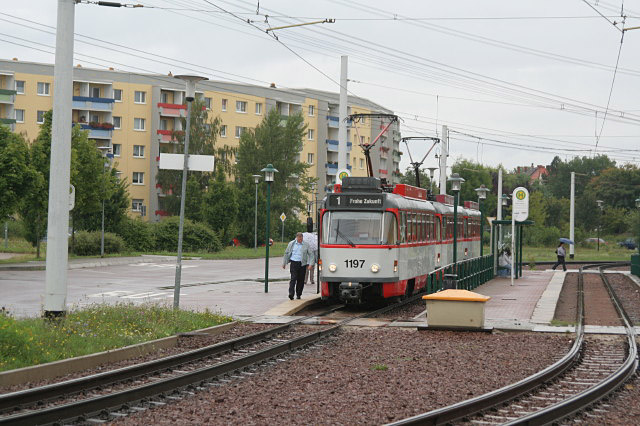
Tatra-Großzug an der Endhaltestelle Beesen (2010)
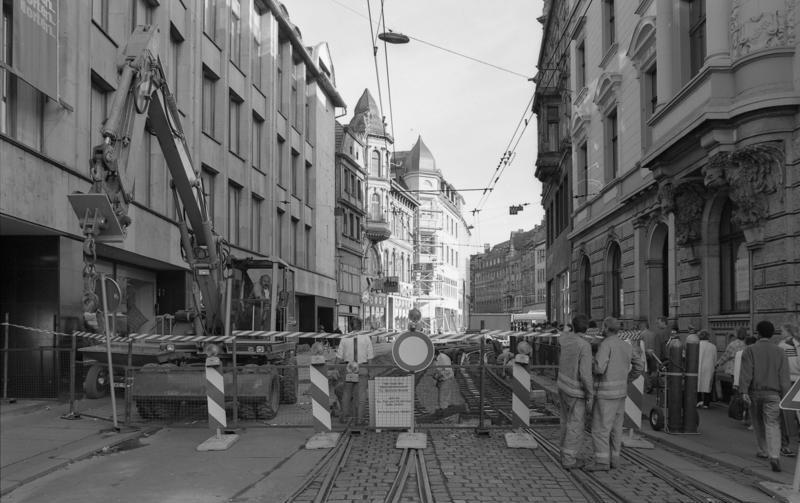
Gleisbau bei der Straßenbahn (1991)
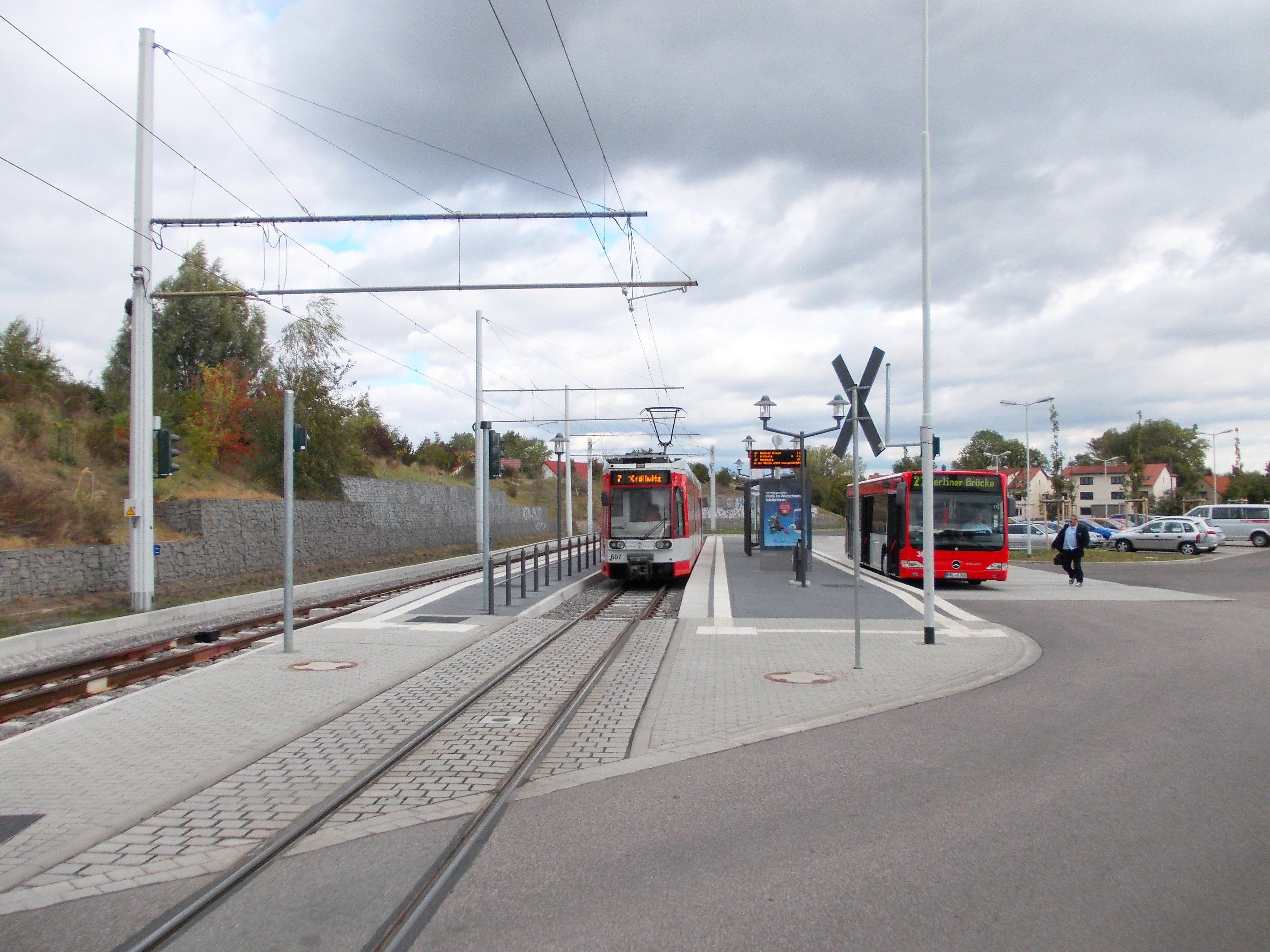
Moderne Verknüpfung zwischen Bahn und Bus